# Конституционный референдум в Гельветической республике (1798)
Конституционный референдум в Гельветической республике проходил в течение нескольких месяцев 1798 года. Конституция была смоделирована с французской Конституции III года. Референдум проходил либо в виде народных собраний, либо в виде решений местных советов. Конституция была одобрена избирателями.

## Результаты
| Область                         | Дата голосования | Тип голосования                 | Решение    |
| ------------------------------- | ---------------- | ------------------------------- | ---------- |
| Арау                            | начало апреля    | Народные собрания               | Одобрено   |
| Аппенцелль                      | 22 апреля        | Совет                           | Отвергнуто |
| Аппенцелль-Аусерроден           | 11 и 18 мая      | Совет                           | Одобрено   |
| Аппенцелль-Иннерроден           | 6 мая            | Совет                           | Одобрено   |
| Баден                           | 1 апреля         | Народные собрания               | Одобрено   |
| Базель                          | 31 марта         | Народные собрания               | Одобрено   |
| Беллинцона                      | июнь             | Народные собрания               | Одобрено   |
| Берн                            | 4 апреля         | Народные собрания               | Одобрено   |
| Бернез Оберланд                 | март-апрель      | Народные собрания               | Одобрено   |
| Энгельберг                      | 6 мая            | Совет                           | Одобрено   |
| Фрибур                          | 24 марта         | Народные собрания               | Одобрено   |
| Фюрстерланд                     | апрель-май       | Народные собрания               | Одобрено   |
| Зе-Гастер                       | 31 марта         | Совет                           | Одобрено   |
| Гларус                          | 26 апреля        | Совет                           | Одобрено   |
| Граубюнден (за исключением Кур) | июль-август      | Народное собрание в Высшем суде | Одобрено   |
| Леман                           | 15 марта         | Народные собрания               | Одобрено   |
| Люцерн                          | 30 марта         | Народные собрания               | Одобрено   |
| Лугано                          | май-июнь         | Народные собрания               | Одобрено   |
| Марх                            | 18 апреля        | Совет                           | Отвергнуто |
| Мендризио                       | 26 июня          | Народные собрания               | Одобрено   |
| Нидвальден                      | 13 мая           | Совет                           | Одобрено   |
| Обвальден                       | 4 April          | Совет                           | Одобрено   |
| Обвальден                       | 24 April         | Совет                           | Отменено   |
| Обвальден                       | 10 May           | Совет                           | Одобрено   |
| Рапперсвиль (город)             | 22 апреля        | Совет                           | Одобрено   |
| Рапперсвиль (окрестности)       | 22 апреля        | Совет                           | Отвергнуто |
| Рейнталь                        | 8 мая            | Народные собрания               | Одобрено   |
| Шаффхаузен                      | 2 апреля         | Народные собрания               | Одобрено   |
| Швиц                            | 4 мая            | Совет                           | Одобрено   |
| Золотурн                        | 22 марта         | Народные собрания               | Одобрено   |
| Тургау                          | март-апрель      | Народные собрания               | Одобрено   |
| Тоггенбург                      | 25 апреля        | Народные собрания               | Одобрено   |
| Ури                             | 17 мая           | Совет                           | Одобрено   |
| Уцнах                           | начало апреля    | Совет                           | Одобрено   |
| Вале                            | начало мая       | Народные собрания               | Одобрено   |
| Цуг                             | 8 мая            | Совет                           | Одобрено   |
| Цюрих                           | 31 марта         | Народные собрания               | Одобрено   |
| Источник: Direct Democracy      |                  |                                 |            |